# Anna Mele
Anna Mele est un acteur turkmène, né à Kizyl Arvat (Turkménistan).

## Biographie
C'est en voyant la performance d'un danseur et acteur venu d'Achgabat, alors qu'il avait 11 ans, qu'Anna Mele décide de devenir acteur, malgré son père qui voulait qu'il devienne médecin. Après le lycée, il étudie à la faculté de cinéma d'Achgabat, effectue deux ans de service militaire en Afghanistan puis intègre l'Institut des arts où il suit la méthode Stanislavski. Après l'obtention de son diplôme en 1987, il travaille deux ans pour le théâtre de Mary, puis pour le Théâtre de la jeunesse d'Achgabat où il rencontre le metteur en scène Ovlyakuli Khodjakuliev. Il joue pour lui, en turkmène, de nombreuses adaptations d'auteurs internationaux comme Oscar Wilde ou Sophocle. En 1997, ils créent ensemble le premier théâtre indépendant turkmène, qu'ils baptisent Awara (ce qui signifie "pèlerin" en turkmène). Alors que Khodjakuliev est contraint à l'exil en Ouzbékistan, Mele reste dans son pays mais ils se retrouvent à l'étranger pour créer des pièces, dont une adaptation pour acteur seul de deux œuvres de William Shakespeare, Le Roi Lear et Hamlet. Leur version solo du Roi Lear, créée dès 1996, a nécessité trois ans de travail et a été montrée dans de nombreux festivals d'Europe et d'Asie centrale, recevant un accueil critique très positif, notamment en Allemagne. Mele n'a toutefois pas pu se produire au Turkménistan à cause des entraves à la liberté de création.
En 2004, Anna Mele joue le rôle d'Œdipe dans Edip, un film réalisé par Khodjakuliev.